# Edo Murtić
Edo Murtić (4 mai 1921 à Velika Pisanica - 2 janvier 2005 à Zagreb) est un peintre croate, graveur, peintre de décorations murales, abstrait lyrique.

## Biographie
Edo Murtić est exposé pour la première fois à Zagreb où il arrive avec ses parents en 1925. Il est d'abord (1935) l'élève d'Edo Kovacevic, de Kamilo Tompa et d'Ernest Tomasevic à l'École des arts et métiers, puis (1939) de Ljubo Babic et Krsto Hegedusic à l'Académie des beaux-arts de Zagreb. Il suit ensuite (1941) les cours de peinture de l'École de Petar Dobrović à Belgrade. C'est pendant un séjour à Rome en 1942 qu'il étudie la scénographie. Ses toiles sont aujourd'hui présentes dans de prestigieux musées (Paris, Londres ou New York, notamment).
Peintre figuratif pendant la Seconde Guerre mondiale, son œuvre aborde ensuite une abstraction fortement expressive (le « paysagisme abstrait »). On parle à son propos cependant beaucoup moins de rupture que de maturation spirituelle et de conciliation aboutie entre la tradition du paysage yougoslave et l'avènement de l'abstraction lyrique. Il confirme cet état d'esprit dualiste en 1980, lors d'un long voyage en voilier sur la Côte dalmate où il ne peut résister à peindre des paysages: retour à son paysagisme d'avant 1951, ressourcement inattendu qui permet à Murtic de confronter ses deux formes d'expression.
À partir de 1963, il partage sa vie entre Zagreb et Vrsar où il met en place son atelier d'été et commence à s'intéresser à la mosaïque.
Edo Murtić a travaillé avec des architectes sur des ensembles monumentaux, exécutant des tapisseries, mosaïques, émaux et peintures dans différents pays européens. Il a également réalisé d'importantes scénographies (œuvres de Federico García Lorca (Les Noces sanglantes, 1954), Jean Giraudoux, Luigi Pirandello (Citrons siciliens, 1956), Christoph Willibald Gluck, Igor Stravinsky (Rossignol, 1958) et William Shakespeare (La Douzième Nuit, 1971) pour le Théâtre national croate et le Théâtre d'Art dramatique de Zagreb).
Edo Murtić a beaucoup voyagé, notamment en France, en Autriche, aux États-Unis (séjour de 18 mois en 1951-1952 où, profondément marqué par le courant de l'expressionnisme abstrait américain, il a eu de fortes rencontres avec Jackson Pollock, James Brooks et Willem de Kooning), au Canada, en Allemagne, en Belgique, en Italie, au Japon et en Corée du Sud.
Il était membre du groupe "Zagreb Mars" et de l'Académie des sciences et arts de Zagreb, occupant « une place considérable dans les courants avancés de la jeune peinture yougoslave ».
Il s'est éteint à l'hôpital de Zagreb à l'âge de 83 ans, après avoir fait don de 1 500 de ses œuvres au musée d'art contemporain de Zagreb. Lors de la rétrospective posthume d'octobre 2010 (exposition de 300 d'entre elles), la rue faisant le côté est du musée a été baptisée « rue Edo-Murtić ».

## Expositions personnelles
- 1935 : Zagreb, Prva Gimnazija, Gouaches et dessins.
- 1946 : Prague, galerie Umèlecké Besedy.
- 1951-1952 : New York (Pittsburg), Los Angeles (Cowie Galerie), San Pedro.
- 1953 : Belgrade (Salon ULUS), Zagreb (Salon ULUH).
- 1954 : Zagreb (Pavillon des Beaux-Arts), Belgrade (galerie de la ville de Belgrade), Osijek.
- 1955 : Bruxelles (palais des Beaux-Arts).
- 1955-1956 : Zagreb (galerie d'art contemporain de la ville de Zagreb).
- 1957 : Vienne (galerie Würthale).
- 1959 : Milan (galerie Bergamini), Zagreb (galerie d'art contemporain de la ville de Zagreb).
- 1960 : Rome (galerie La Méduse), Ljubljana (Mala Galerija), Belgrade (Galerie de la ville de Belgrade).
- 1961 : Wiesbaden (Galerie Renata Boukes).
- 1962 : Zagreb (Galerie d'art contemporain de la ville de Zagreb).
- 1963 : Paris (Galerie Raymond Creuze), Milan (galerie Bergamini), Zagreb (Musée d'art et d'artisanat).
- 1964 : Klagenfurt (Galerie 61), Belgrade (musée d'art contemporain), Skopje (Musée d'art contemporain).
- 1965 : New-York (Galerie Osborn), Zürich (Galerie Suzanne Bollag), Düsseldorf (Kunsthalle), Zagreb (Galerie moderne de l'Académie yougoslave des sciences et des arts).
- 1966 : Cologne (Galerie Ann Abels), Split (Umjetnicka galerija), Rijeka (Galerie moderne), Naples (Galerie d'Art II Centro).
- 1967 : Nis (Umjetnicka galerija), Bjelovar (musée de la ville).
- 1968 : Genève (Musée de l'Athénée), Lugano (F.L.B. Senzione Arte).
- 1969 : Trieste (Galerie Sistiana), Vinkovci (Umjetnika galerija).
- 1970 : La Spezia (Galerie II Gabbiano), Kostanjevica (Salon d'art Lamutov), Zagreb (Galerie Forum).
- 1971 : Milan (Palazzo Reale), Zagreb (Galerie Forum).
- 1972 : Milan (Galerie Pace), Turin (Galerie Pace Due), Chicago (Galerie Jacques Baruch), Dubrovnik (Galerie d'art), Zagreb (Galerie Forum).
- 1973 : La Spezia (Galerie II Gabbiano).
- 1974 : Trieste (Galerie Forum), Princeton (Galerie Squibb), Rovinj (Musée de la ville), Labin (Musée populaire), Opatija (Salon des expositions), Rijeka (Le Castel-Trsat), Pordenone (Galerie II Gamino), Melbourne (Galerie Langsam).
- 1974-1975 : Zagreb (Galerie Forum).
- 1975 : Milan (Galerie Bergamini et galerie del Pontaccio), Novara (Galerie S. Stefano), Zagreb (Galerie Forum), Bologne (Galerie del Circolo Artistico).
- 1976 : Belgrade (Salon du Musée d'art contemporain), Milan (Galerie Bergamini), Belgrade (Musée populaire), Milan (Galerie del Pontaccio), Zagreb (Galerie Forum), Hvar (Galerie "Na bankete").
- 1977 : Florence (Galerie 4M), Gênes (Galerie Rotta), Belgrade (Maison de l'Armée populaire yougoslave), Toronto.
- 1978 : Zagreb (Galerie Forum), Pordenone (Galerie Sagittaria), Varazdin (Théâtre National).
- 1979 : Venise (Galerie Fidesarte), Ljubljana (Centre Iskra), Novi Sad (Galerie d'art), Maribor (Musée d'art moderne).
- 1980 : Rijeka (Galerie d'Art moderne), Ljubljana (Musée d'Art moderne de la ville), Paris (Galerie d'art international), Colmar (Galerie du Rhin), Milan (Galerie Zarathustra).
- 1981 : Zadar (Galerija Umjetnina), Zagreb (Pavillon des Beaux-Arts), Paris (Galerie d'art international), Zapresic (Galerija "Rotonda"), Zagreb (Galerija Buljat), Chicago, Illinois (International Art Corporation).
- 1982 : Nis (Galerija savremene likovne umetnosti), Cacak (Umetnicka galerija "Nadezda Petrovic"), Varazdin (Galerija Gradskog muzeja Varazdin), Šibenik (Izlozbene dvorane Muzeja grada Sibenika), Banja Luka (Umjetnicka galerija), Paris (Galerie d'art international).
- 1983 : São Paulo (XVIIe Biennale de Sao Paulo), Zagreb (Galerija Forum), La Spezia (Galleria II Gabbiano), Pordenone (Galleria San Giorgio), Belgrade (Galerija Doma JNA), Ljubljana (Moderna galerija), Le Touquet (Palais de l'Europe), Chavari ("Hommage à Edo Murtic").
- 1984 : Ljubljana (Galerija "Ars"), Paris (F.I.A.C., Grand Palais), Rijeka (Moderna galerija), Split (Galerija Alfa).
- 1985 : Florence (Galleria Aglaia), La Spezia (Galleria II Gabbiano), Subotica (Galerija Francer), Velika Gorica (Galerija Galzenica), Dubrovnik (Umjetnicka Galerija), Samobor (Galerija Matijas), Pristina (Galerija e artere), Belgrade (Galeria Doma JNA).
- 1986 : Belgrade (Galerija Sebastijan), Rijeka (Moderna galerija), Zagreb (Muzejski prostor), Varaždin (Galerija Sebastijan), Krapina (Galerija Narodnog sveucilista 'Ivica Bozic"), Berne (Galerie Feldmann), Jajce (Muzej AVNOJ-a), Zagreb (Galerija Amadeo), Pordenone (Galleria Sagittaria), Trieste (Galleria TK), Zagreb (Izlozbeni prosror "Chromos").
- 1987 : Munich (Galerie Hermanns), Titograd (Galerija nesvrstanih), Zagreb (Muzejski prostor, Galerija Racic et Galerija Amadeo), Sarajevo (Galerija Energoinvest), Banja Luka (Likovni salon).
- 1988 : Piran (Obalne Galerije), Ljubljana (Moderna galerija), Skopje (Moderna galerija), Krk (Galerija Narodnog sveucilista), Umag (Galerija Dante), Munich (Galerie Hermanns).
- 1994 : Athens, Ohio (Kennedy Museum of American Art).
- 2002 : Paris (Galerie de l'Europe, 55 rue de Seine), Eivissa, Iles Baléares (Musée d'art contemporain), Moscou (Nov Manjez Galerie).
- 2010 : Zagreb. En janvier, rétrospective intitulée La guerre au Pavillon des Arts de Zagreb (350 dessins, gouaches et collages d'Edo Murtic sur le thème de la guerre, de la souffrance, de l'horreur et de la mort). En octobre, au Musée d'art contemporain de Zagreb, exposition-rétrospective de 300 tableaux provenant de la donation Edo Murtic.

## Expositions collectives
- 1944-1945 : Split, Dubrovnik, Zagreb, Zadar, Topusko, Šibenik, Exposition des peintres partisans.
- 1946 : Moscou, Leningrad, Peinture et sculpture des peuples yougoslaves aux XIXe et XXe siècles.
- 1948 : Varsovie, Cracovie, Prague, Bratislava, L'Art des peuples yougoslaves.
- 1948 : Belgrade, Zagreb, Exposition Edo Murtic, Zlatko Prica, Nikola Reiser.
- 1954 : Rijeka, Salon 54.
- 1955 : Tokyo, IIIe Biennale.
- 1955-1956 : Zürich, Marseille, Manchester, Stuttgart, soixante œuvres de peintres modernes yougoslaves.
- 1956 : Rome (Galerie nationale d'art moderne), L'Art contemporain yougoslave.
- 1956 : Dubrovnik, Peintures contemporaines yougoslaves.
- 1956 : Rijeka, Salon 56.
- 1957 : Milan (Pallazo della Permanente), Exposition d'art contemporain yougoslave.
- 1957 : Erlangen : L'Art contemporain croate.
- 1957 : Varsovie, Cracovie : L'Art contemporain moderne yougoslave.
- 1958 : Venise, XXIXe Biennale.
- 1958 : Pittsburgh (Pennsylvanie), World Exhibitions Carnegie.
- 1958 : Anvers, Groupe Zagreb 58.
- 1959 : Cassel (Hesse), Documenta II (Kunst nach 1945).
- 1959 : Paris, Art yougoslave d'aujourd'hui.
- 1959 : Ljubljana, IIIe exposition internationale de gravures.
- 1960 : New-York, Boston, Washington, New painting from Yugoslavia.
- 1960 : Milan, Turin, Bologne, L'Artiste yougoslave.
- 1960 : Antibes, Exposition des artistes yougoslaves.
- 1961 : Rimini, Premio Morgan's paint.
- 1961 : Londres, Coventry, Kingston, Brighton, Upton Hall, Contemporary Yugoslav painting and sculpture.
- 1961 : Wiesbaden, Essen, Karlsruhe, Brunswick, Neue jugoslawische Kunst.
- 1962 : Paris, Musée national d'art moderne, L'Art contemporain en Yougoslavie.
- 1962 : Stockholm, Nutida jugoslavisk konst, Svea-Galleriet.
- 1962 : Rome, Bari, Quadriennale nationale d'art: l'art contemporain en Yougoslavie.
- 1962 : Venise, Vingt-cinq peintres yougoslaves.
- 1962 : Belgrade, Paysages abstraits.
- 1963 : Athènes, Thessalonique, Peintres et graveurs contemporains yougoslaves.
- 1963 : Graz, Trigon 63.
- 1963 : Rijeka, Salon 63.
- 1963 : Faenza, Primo di pittura della città di Faenza.
- 1963 : Västerås, Nutida yugoslavisk konst.
- 1963 : Milan, XIIIe Premio Lissone
- 1964 : Venise, XXXIIe Biennale, Arte d'oggi nei musei.
- 1964 : Washington, Fresno, Exhibition of contemporary yugoslav art.
- 1964 : Dubrovnik, Huit peintres yougoslaves.
- 1965 : Tokyo, VIIIe Biennale.
- 1965 : Graz, Trigon 65.
- 1965 : Berlin, Intergrafik 65.
- 1965 : Bologne, L'art et la résistance en Europe.
- 1965 : Saint-Marin, Ve Biennale.
- 1965 : Skopje, L'œuvre donnée.
- 1966 : Ljubljana, Six artistes de Zagreb.
- 1967 : Sao Paulo, IXe Biennale.
- 1967 : Pittsburg, International Exhibition of Contemporary Painting and Sculpture, Carnegie.
- 1967 : Trieste, Vingt-trois artistes yougoslaves.
- 1967 : Boshum, L'art yougoslave d'aujourd'hui.
- 1967 : Belgrade, IIIe Triennale yougoslave d'art.
- 1968 : Zagreb, Ire exposition de dessins yougoslaves.
- 1968 : Rijeka, Ire exposition internationale de dessins originaux.
- 1969 : Prague, L'art contemporain yougoslave.
- 1969 : Bologne, Arte figurative Zagabrese d'oggi.
- 1969 : Zagreb: IIe exposition de dessins yougoslaves.
- 1970 : Pordenone (Galleria Sagittaria), Artisti croati.
- 1970 : Kiel, Yugoslawische praphik.
- 1970 : Prague, L'Art contemporain yougoslave.
- 1970 : Rijeka, IIe exposition internationale de dessins originaux.
- 1970 : Belgrade, IVe Triennale d'art yougoslave.
- 1971 : Paris (Grand Palais), L'Art sur le sol yougoslave de la Préhistoire à nos jours.
- 1971 : Chicago (Galerie Jacques Barouch), Croatian artists of the Forum Gallery of Zageb, Croatia, Yugoslavia.
- 1971 : Leverkusen, Zeitgenössische Jugoslawische Kunst.
- 1972 : Pordenone, Arte croata.
- 1972 : Ankara, La Gravure yougoslave.
- 1972 : Vukovar, L'Art dans la résistance.
- 1972 : Kraljevo, Cacak, Les Témoignages artistiques des peintres résistants en Croatie.
- 1973 : Dubrovnik, Zagreb, Cetinje, Trois thèmes de l'art contemporain croate.
- 1973 : Novi Sad, Les peintres zagrebois.
- 1973 : Zagreb, VIIIe Salon de Zagreb.
- 1974 : Nouvelle-Rochelle, XIe annual art festival.
- 1974 : Zagreb (XIe Salon de Zagreb), L'art croate de 1945 à 1955.
- 1974 : Dubrovnik,  Tendances dans l'art contemporain yougoslave.
- 1978 : Zagreb, Ljubljana, Sarajevo, Novi Sad, Belgrade, Titograd, Pristina, Skopje, La lutte antifasciste des peuples yougoslaves.
- 1978 : Rijeka, VIe exposition internationale de dessins originaux.
- 1978 : Koprivnica, Rétrospective de la peinture croate.
- 1978 : Rijeka, L'œuvre des auteurs du groupe "Zemlja"" (""la Terre").
- 1978 : Križevci, Trente œuvres d'art d'artistes contemporains.
- 1979 : Paris (Galerie d'art international avec Ferdinand Kulmer, Piero Dorazio, Elizabeth Franzheim, Robert Malaval, Achille Perilli et Armando Pizzinato).
- 1979 : Zagreb, L'œuvre des artistes résistants-partisans.
- 1979 : Zagreb, Les critiques ont choisi.
- 1979 : Osijek, La Nature morte dans la récente peinture croate.
- 1979 : Sarajevo, Les affiches de la résistance yougoslave 1941-1945.
- 1979 : Banja Luka, Les Femmes dans l'inspiration de l'artiste.
- 1980 : Paris, Galerie d'art international.
- 1980 : Belgrade, Peinture yougoslave des années 60.
- 1980 : Le Touquet-Paris-Plage, Biennale.
- 1981 : Highland Park (Illinois), Galerie Arthur Rubin, Sculpture Garden.
- 1981 : Paris (Centre Georges-Pompidou), Témoignage 81 et F.I.A.C..
- 1982 : Le Touquet, Art et papier.
- 1985 : Ljubljana, Biennale grafike.
- 1985 : Paris, Nova tapisserija.
- 1986 : Chicago, Nova tapisserija.
- 1986 : Zagreb, Nova tapisserija.
- 1986 : Sarajevo, Nove tendencije u suvremenoj umjetnosti.
- 1988 : Belgrade, Triennale moderne umjetnosti.
- 1988 : Séoul, Musée d'art moderne.
- 1988 : Rijeka, Medunarodna izlozba originalnog crteza.
- 2012 : Zagreb, Galerie Klovićevi Dvori, Abstraction.
- 2013 : St.Art - Foire européenne d'art contemporain, parc des expositions de Strasbourg, stand Galerie Pierre Audet, Colmar[2].
- 2015 : Varaždin, Musée municipal, Les artistes croates du XXe siècle, 2015[3].

## Prix et récompenses
- Premier prix de peinture de la République de Croatie, 1948.
- Prix de peinture, "Salon 59", Rijeka, 1959.
- Prix de la ville de Zagreb, 1960.
- Prix de la Ire Triennale yougoslave de Belgrade, 1961.
- Prix de la IVe Biennale de gravure de Ljubljana (1961).
- Médaille d'or de la IIe Biennale Italo-Yougoslave de Rimini (1961).
- Prix du Président de la République italienne (exposition Premio de Pittura della Cita de Faenza), 1963.
- Grand prix Lissone (XIIIe Premio Lissone, Milan, 1963).
- Prix du Mémorial Nadežda Petrović, Čačak, 1966.
- Prix des critiques d'art de Zagreb organisé par le journal Vecernji List, Zagreb, 1970.
- Prix de l'Exposition internationale de dessins originaux de Rijeka (1972 et 1978).
- Prix de peinture du IXe Salon de Zagreb, 1974.
- Prix de gravure du Fonds pour la culture de la République de Croatie (VIIIe exposition de gravures yougoslaves, Zagreb, 1974).
- Prix international de gravure, Biella (1976).
- Prix de la Biennale "Art et Papier", Le Touquet, 1980.
- Prix Vladimir Nazor et prix "le 4 juillet", 1984.
- Prix d'AVNOJ (Yougoslavie), 1985.
- Prix du journal "Oslobodenge" , Grand Prix du Salon de Zagreb et Grand Prix de l'exposition internationale de dessins originaux de Rijeka, 1986.

## Musées
- Londres, Tate Gallery.
- New York, Museum of Modern Art.
- Paris, Musée national d'art moderne.
- Liège, musée national d'art moderne.
- Zurich, Kunsthaus.
- Berlin, Neue Nationalgalerie.
- Vienne, musée du XXe siècle.
- Gênes, musée d'art moderne.
- Turin, musée d'art moderne.
- Brescia, Museo.
- Prague, Galerie nationale.
- Zagreb, musée d'histoire de la Croatie, musée d'art et d'artisanat.
- Zadar, Musée national.
- Dubrovnik, Musée d'art moderne.
- Osijek, Musée des beaux-arts.
- Rovinj, Rovinj Heritage Museum.
- Varaždin, Musée municipal[3].
- Split, Galerie d'art (Galerija Umjetnina), Sky over New-York, 1952[4].
- Belgrade, Musée d'art contemporain.
- Ljubljana, Musée.
- Houston, Museum of Modern Art.
- Boston, Museum of contemporary art.
- Séoul, Museum of Modern Art.

## Collections privées
- Peggy Guggenheim, Venise.
- David Rockefeller, New York.
- John Deere, Moline (Illinois).
- Mino Nicoletto, Piazzola sul Brenta (Vénétie).

## L'œuvre peint (sélection)
- 1949 : cycle de peintures Adriatique.
- 1953 : cycle de peintures Expériences américaines.
- 1959-1960 : les titres des tableaux énoncent les couleurs : Jeu noir et gris, Peinture en vert et gris, Rose brune, Noir et Blanc[5]....
- 1981 : les tableaux célèbrent la nature et la joie de vivre: Jardin de Frano, Mer et palmier, Oliviers et colline, La branche bleue, Palmier et pleine mer, Deux arbres.
- 1982-1983 : réminiscences de la violence, de la souffrance, de la peine et de la peur avec une série de tableaux expressionnistes abstraits où l'on trouve Souvenirs de guerre, Vue étrange, Cyclope, Les cris, Frayeur violette, Deux cris, deux yeux, Homme et feu et les yeux de la peur.
- 1985 : retour au paysagisme abstrait : série Le Rocher.
- 1986-1990 : cycle de peintures Les Feux.
- 1992-1995 : cycle de peintures Montraker (visions des paysages rocheux de la région de Vrsar).

## Œuvres publiques
- 1948 : exposition de Toronto, décorations pour le pavillon yougoslave.
- 1949 : expositions de Vienne et Hanovre, décorations pour les pavillons yougoslaves.
- 1953 : Ritz-bar de Zagreb, peintures murales. Institut atomique Ruder Boskovic de Zagreb, fresque murale.
- 1955 : grande peinture du plafond du café Neboder de Zagreb.
- 1957 : exposition de Varsovie, grand panneau décoratif du pavillon yougoslave.
- 1958 : exposition de Bruxelles, panneau céramique pour le pavillon yougoslave.
- 1961 : cimetière Mirogoj de Zagreb, mosaïque.
- 1967 : Poreč, obélisques-mosaïques (monument plava laguna).
- 1968 : Slavonska Pozega et Porec (siège de la Poste), mosaïques.
- 1969 : hôtel Libertas de Dubrovnik, grande tapisserie. La poste de Rijeka, mosaïque.
- 1970 : monument funéraire de Čazma, grandes mosaïques. Cour de l'école à Gajnice-Zagreb, mosaïque.
- 1971 : Kreditna Banka de Zagreb, dessin des plans avec Raul Goldoni et l'architecte Slavko Jelinek.
- 1972 : Compagnie des eaux de Zagreb, émaux.
- 1973 : salle de concert Vatroslav Lisinski de Zagreb, grande tapisserie.
- 1979-1980 : foyer du théâtre de Sotchi (Russie), panneaux décoratifs. Piscines de Sotchi et Tuheljske Toplice, émaux.
- 1980 : siège de la banque Ljubljanska de Zagreb (rue Savska), tapisserie.
- 1988 : église Saints-Pierre-et-Paul de Mostar, mosaïques.
- 1989 : église de Dobrota (baie de Kotor), mosaïques.

## L'œuvre gravé
- Edo Murtić : affiches pour le Théâtre national de Croatie.
- Jure Kastelan : Le Cheval rouge, 1941. Recueil de poèmes enrichi de linogravures par Edo Murtic.
- Edo Murtić et Zlatko Prica: Graphique, 1944. Recueil de linogravures réalisé dans la ville de Tapuko. La fosse, 1944. Recueil de lithographies inspirées du poème éponyme de Ivan Goran Kovacic.
- Jure Kastelan: Skopje dans tes yeux, 1964. Recueil de poèmes enrichi de lithographies par Edo Murtic.
- Vlado Gotovac: Le contenu du vent, 1971. Édition bibliophile de poèmes de Gotovac avec des linogravures par Edo Murtic.
- Oskar Davico: Surinscription de broussailles colorées, 1976. Édition bibliophile de poèmes de Davico avec des sérigraphies d'Edo Murtic.
- Jure Kastelan: Zavjet za Epetion, 1984. Grand album contenant quinze poèmes de Kastelan et seize très grandes linogravures par Edo Murtic.